# Pterigopodio

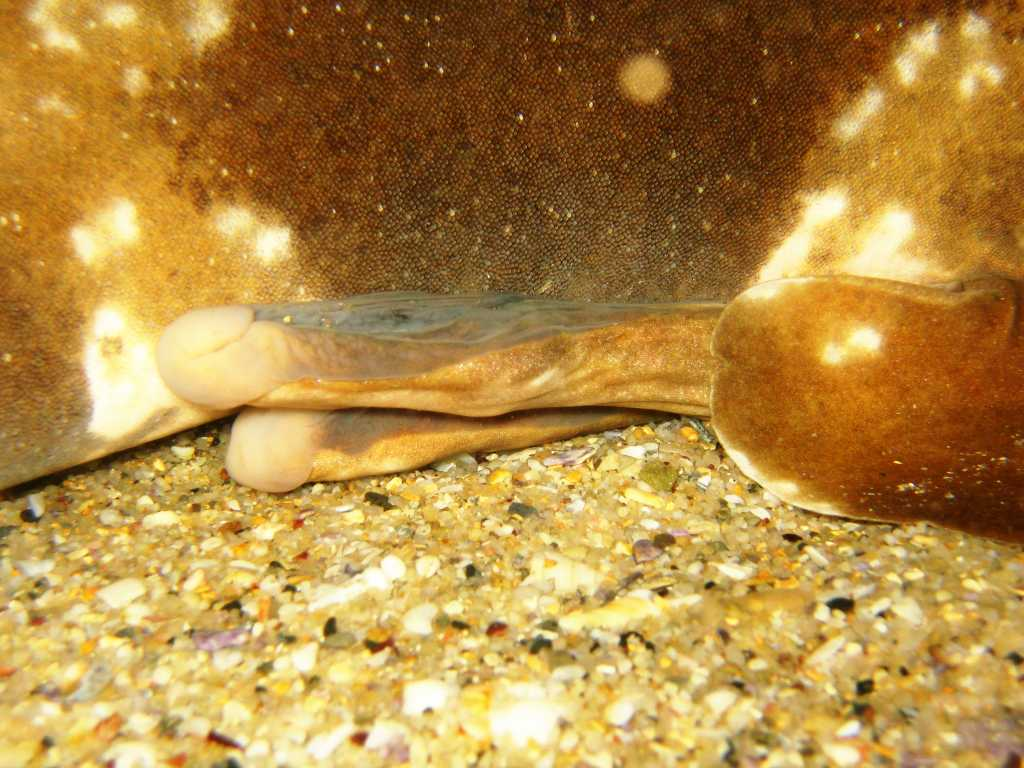
Pterigopodios de Orectolobus maculatus (Orectolobidae).

Se llama pterigopodio a cada uno de los órganos que pueden ser empleados por los peces cartilaginosos machos en la reproducción.
Son de forma cilíndrica, y el resultado de una modificación de la parte posterior de las aletas pélvicas de manera arrollada y con los bordes sobrepuestos. Los pterigopodios de los ejemplares adultos están reforzados con sales de calcio.  
Cada pterigopodio cuenta a su vez con un órgano subcutáneo, llamado sifón, cuya función consiste en llenarse de agua para después expulsarla mezclada con esperma. Antes de la cópula, el pterigopodio se yergue y su sifón se llena de agua por un orificio al efecto; en la mayoría de los casos, sólo lo hace uno de los pterigopodios, que es el único con el que se hará la penetración (como ocurre con el semipene de los reptiles escamosos). 
Después de llenarse de agua, el pterigopodio es introducido en la vagina y se abre como un paraguas. La eyaculación es de agua y esperma.
Los machos de las quimeras tienen unos apéndices parecidos en la cabeza; se considera que los emplean para ayudarse a sujetar a la hembra.

## Etimología
Es una palabra formada por dos vocablos griegos: pterigo = ala o aleta, Pode = pie.